# Kilian Jakob
Kilian Jakob (* 25. Januar 1998 in Bad Neuenahr-Ahrweiler) ist ein deutscher Fußballspieler, der aktuell bei TSV 1860 München unter Vertrag steht.

## Karriere
Jakob wuchs ab dem Alter von einem Jahr in München auf, nachdem die Familie, der Vater ist Berufssoldat, dorthin umgezogen war. Mit vier Jahren begann er das Fußballspielen beim FC Dreistern Neutrudering und wechselte 2010 in die Jugendabteilung des TSV 1860 München. Zur Spielzeit 2016/17 gehörte er der zweiten Mannschaft in der Regionalliga Bayern an. Zu seinem ersten Einsatz für die erste Mannschaft in der 2. Bundesliga kam er am 28. Oktober 2016 beim 6:2-Sieg gegen den FC Erzgebirge Aue.
Nach dem Abstieg der Münchner Löwen aus der 2. Bundesliga gehörte Jakob dem neuen Kader der ersten Mannschaft an, die in der Spielzeit 2017/18 in der Regionalliga Bayern antrat. Nachdem er sieben Spiele (zwei Tore) für die erste Mannschaft in der Regionalliga absolviert hatte, wechselte er am 30. August 2017 in die Bundesliga zum FC Augsburg, bei dem er einen Profivertrag bis zum 30. Juni 2022 erhielt. Zum Einsatz kam Jakob zunächst in der zweiten Mannschaft in der Regionalliga. Am 3. März 2018 (25. Spieltag) debütierte er bei der 0:2-Heimniederlage gegen die TSG 1899 Hoffenheim in der Bundesliga. Im Regionalligaspiel für die zweite Mannschaft des FC Augsburg am 31. März 2018 gegen Wacker Burghausen brach er sich die Kniescheibe, was das vorzeitige Saisonende für ihn bedeutete.
Ab der Saison 2019/20 gehörte Jakob nur noch dem Kader der zweiten Mannschaft an.
Ende Januar 2021 wechselte Jakob bis zum Ende der Saison 2020/21 in die 3. Liga zu Türkgücü München. Er kam für den Aufsteiger auf 14 Ligaeinsätze (11-mal von Beginn), in denen er ein Tor erzielte.
Zur Saison 2021/22 kehrte Jakob zur zweiten Mannschaft des FC Augsburg zurück. Er absolvierte 2 Regionalligaspiele (ein Tor) und wechselte Ende August 2021 in die 2. Bundesliga zum Karlsruher SC, bei dem er einen Vertrag bis zum 30. Juni 2023 unterschrieb.
Zum 1. Januar 2023 wechselte Jakob zum Drittligisten FC Erzgebirge Aue, wo er in der Rückrunde zu 4 Ligaeinsätzen kam. Im Sommer 2025 wird er Aue verlassen. Er wird sich im Sommer 2025 wieder dem TSV 1860 München anschließen.